# Kenth Pettersson
Kenth Jonny Lennart Pettersson, född 12 augusti 1948 i Sankt Pauli församling i Malmö, död 31 maj 2007 i Adolf Fredriks församling i Stockholm, var en svensk fackföreningsman. Från 1991 till 1999 var han förbundsordförande för Handelsanställdas förbund. Han var därefter generaldirektör 1999–2007 på Arbetarskyddsverket, som 2001 blev Arbetsmiljöverket då verket omorganiserades och slogs samman med Yrkesinspektionen.
Pettersson var son till Lennart Gunnar Pettersson, utbildad elektriker som arbetade som lokförare, och Ellen Paulina Pettersson, hemmafru, bosatta i Malmö. Pettersson hade en filosofie kandidatexamen i statistik och nationalekonomi från Lunds universitet. Han var personalchef på KF-ägda B&W Stormarknad i Borås samt utredare vid Handelsanställdas förbund där han senare var avtalssekreterare och även förbundsordförande 1991–1999. Han var en känd massmediaprofil framförallt i sin roll som ordförande i Handelsanställdas förbund och som EU- och EMU-motståndare. Han drev även en lång kamp med den amerikanska leksaksjätten Toys "R" Us, som vägrade skriva på kollektivavtal när de etablerade sig i Sverige. Handelsanställdas förbund lyckades då efter en blockad teckna kollektivavtal med leksaksjätten, vilket var första gången i företagets historia.
Pettersson blev känd för allmänheten på riktigt då han blev en av tre utvalda att företräda nej-sidan i SVT:s slutdebatt inför folkomröstningen om EU-medlemskap. Han lyckades vinna sympatier bland många EU-kritiker inom, såväl som utom, Socialdemokraterna och blev därför en nagel i ögat på partiledningen.
Pettersson var från 1998 gift med Irene Wennemo, näringspolitisk chef på LO. Han fick tre barn, och var pappaledig redan 1976 när hans första son föddes, något som då var mycket ovanligt. Båda hans söner arbetar nu för arbetarrörelsen.
Kenth Pettersson är begravd på Norra begravningsplatsen utanför Stockholm.